# 米沢武
米沢 武（よねざわ たけし）は、日本の元アマチュア野球選手である。ポジションは内野手（一塁手）。社会人野球での登録名は田中 武。

## 来歴・人物
高松商業高校では一塁手として活躍。2年生の時、同期の左腕エース松下利夫（明大－四国電力）を擁し、1960年春の選抜に出場。準決勝に進み、北海高の佐藤進の好投に苦しむが2-0で辛勝。決勝では米子東高と対戦。同点の9回裏に1年上の主将、山口富士雄が、米子東高のエース宮本洋二郎から史上初となる決勝戦サヨナラ本塁打を放ち2x-1で優勝を飾る。同年夏は香川県予選準決勝で多度津工に敗れる。
翌1961年春の選抜にも連続出場。準決勝で米子東高を降し決勝に進むが、法政二高の柴田勲に完封負けを喫する。同年夏は県予選準々決勝でまたも多度津工に敗れ、夏の甲子園出場はならなかった。
卒業後は明治大学に進学し、4年生次には主将となった。東京六大学野球リーグでは、1965年春季リーグで法大と優勝を争うが惜しくも2位に終わり優勝には届かなかった。同季のベストナイン（一塁手）に選出されている。大学同期にはエースの村井俊夫（日立製作所）、二塁手の住友平らがいた。
1965年のドラフト会議で東映フライヤーズから8位指名されたが入団を拒否し、社会人野球のクラレ岡山に入社。門田博光、林田真人らとともに主力打者として都市対抗などで活躍。1970年の産業対抗では、2回戦（初戦）で日本軽金属から3点本塁打を含む5打点を記録。準々決勝で丸善石油に敗退するが同大会の優秀選手賞を獲得した。同年限りで引退。